# 刻托
刻托（希臘語：Κητος，“海怪”）是希腊神话中的一个凶恶的海怪，蓋亞和蓬托斯的女儿。
她是叵测的大海给人带来的危险的化身，也是未知的陆地以及诡异生物的象征。在希腊语中，“刻托”一词最终被用来代表所有的海怪，直到今天。她的丈夫是福耳库斯，他们拥有众多的孩子，统称为“福耳库德斯”（Phorcydes）。
在希腊艺术中它有一個像海豚或鯨魚的大腫身體，一個類似於野豬或狗的頭，下半身有一條魚，鲸鱼座（Cetus）来源于她。